# Liste de peintures d'Émile Bernard
Cette page est une liste de peintures d'Émile Bernard (1868-1941).

## Références souhaitées

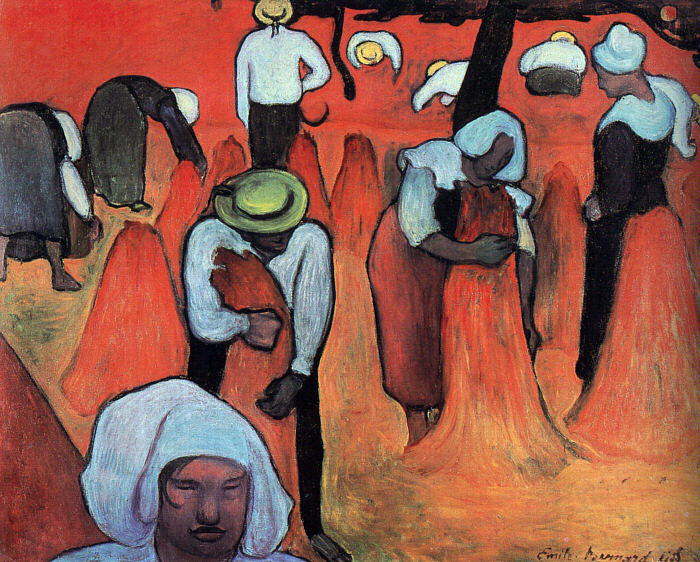
Les Moissonneurs, 1888 Collection privée
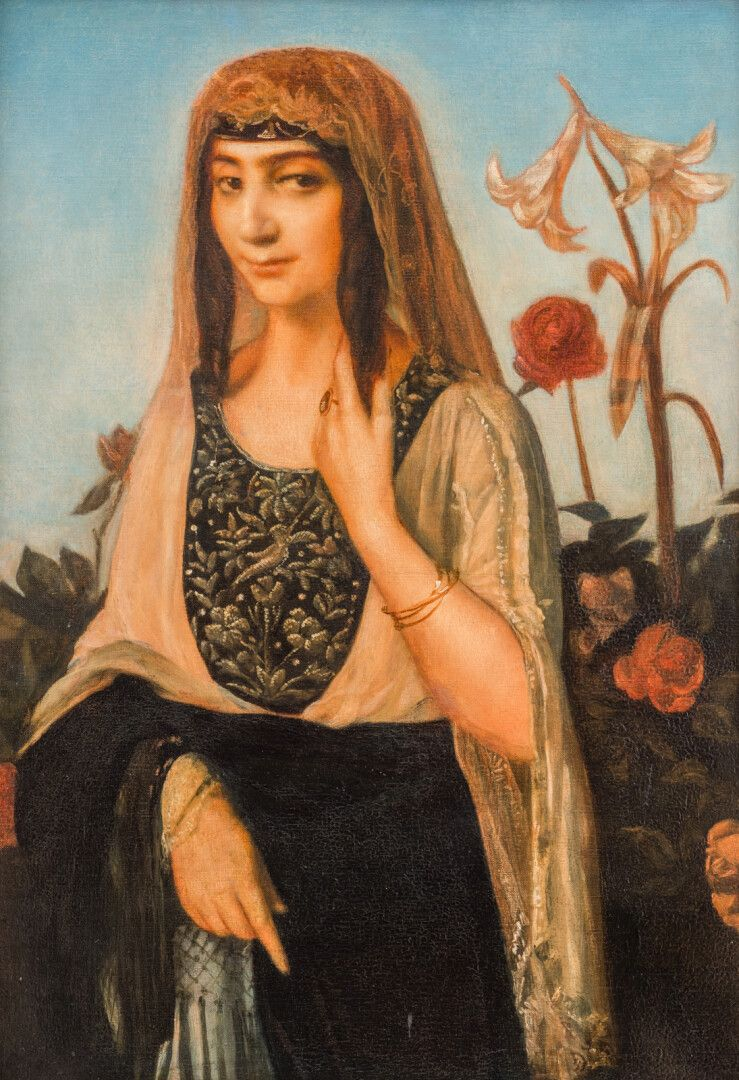
Portrait d'Armène Ohanian, 1913 Collection privée

## Les Débuts
| Image | Thème          | Titre                                              | Date | Technique       | Dimensions   | Lieu de Conservation                                     | Référence                              |
| ----- | -------------- | -------------------------------------------------- | ---- | --------------- | ------------ | -------------------------------------------------------- | -------------------------------------- |
|       | Nature morte   | Nature morte aux pommes                            | 1884 | huile sur toile | 32 × 41 cm   | Collection privée                                        | Fiche Atlas                            |
|       | Paysage        | Deux Bretonnes dans un pré                         | 1886 | huile sur toile | 62 × 83 cm   | Musée Van-Gogh, Amsterdam                                | Muséeconsulté le 13 Mai 2025           |
|       | Paysage        | La Conversation (esquisse de vitrail, Saint-Briac) | 1887 | aquarelle       | 28 × 21 cm   | Musée des Beaux-Arts de Brest                            | Base Jocondeconsulté le 14 Mai 2025    |
|       | Portrait       | Portrait de la grand-mère de Bernard               | 1887 | huile sur toile | 54 × 65 cm   | Musée Van Gogh, Amsterdam                                | Muséeconsulté le 1er Juin 2025         |
|       | Paysage        | Quai de Clichy sur la Seine                        | 1887 | huile sur toile | 39 × 59 cm   | Musée départemental Maurice-Denis, Saint-Germain-en-Laye | Musée d'Orsayconsulté le 1er Juin 2025 |
|       | Scène de genre | La Récolte des pommes                              | 1887 | aquarelle       | 19 × 15 cm   | Musée des Beaux-Arts de Brest                            | Base Jocondeconsulté le 14 Mai 2025    |
|       | Scène de genre | Chiffonnières de Clichy                            | 1887 | huile sur toile | 38 × 46,5 cm | Musée des Beaux-Arts de Brest                            | Muséeconsulté le 23 juin 2025          |
|       | Nature morte   | Pot de grès aux pommes                             | 1887 | huile sur toile | 46 × 55 cm   | Paris, musée d'Orsay                                     | Muséeconsulté le 14 Mai 2025           |

## L'Époque de Pont-Aven (1888-1890)
| Image | Thème          | Titre                                                   | Date      | Technique                                 | Dimensions     | Lieu de Conservation                            | Référence                          |
| ----- | -------------- | ------------------------------------------------------- | --------- | ----------------------------------------- | -------------- | ----------------------------------------------- | ---------------------------------- |
|       | Scène de genre | Trois Bretonnes en coiffe de veuve                      | 1888      | huile sur toile                           | 25 × 31 cm     | Collection privée, Vente 2017                   | Mutualartconsulté le 1er Juin 2025 |
|       | Paysage        | Paysage de Pont-Aven ou L'Arbre roux                    | 1888      | huile sur toile                           | 31 × 40 cm     | Musée de Pont-Aven                              | Muséeconsulté le 1er Juin 2025     |
|       | Scène de genre | La Moisson                                              | 1888      | huile sur toile                           | 56 × 45 cm     | Musée d'Orsay, Paris                            | Muséeconsulté le 29 Mai 2025       |
|       | Portrait       | Autoportrait avec le portrait de Gauguin                | 1888      | huile sur toile                           | 46 × 56 cm     | Musée Van-Gogh, Amsterdam                       | Muséeconsulté le 13 Mai 2025       |
|       | Portrait       | Madeleine au Bois d'Amour                               | 1888      | huile sur toile                           | 137 × 163 cm   | Musée d'Orsay, Paris                            | Muséeconsulté le 13 Mai 2025       |
|       | Nu             | Baigneurs                                               | 1888      | huile sur toile                           | 24 × 19 cm     | Granville, Musée d'Art moderne Richard-Anacréon | Muséeconsulté le 14 Mai 2025       |
|       | Scène de genre | Le Pardon                                               | 1888      | huile sur toile                           | 73 × 92 cm     | Musée d'Orsay, Paris                            | Muséeconsulté le 13 Mai 2025       |
|       | Nature morte   | La Cafetière bleue                                      | 1888      | huile sur toile                           | 55 × 46 cm     | Kunsthalle de Brême                             | Muséeconsulté le 14 Mai 2025       |
|       | Paysage        | Bord de mer en Bretagne, Saint-Briac                    | 1888      | huile sur toile marouflé sur contreplaqué | 70 × 91 cm     | Musée des Beaux-Arts de Brest                   | Muséeconsulté le 14 Mai 2025       |
|       | Scène de genre | Les Cueilleuses de poires                               | 1888      | huile sur verre                           | 116 × 85 cm    | Palais des Beaux-Arts de Lille                  | Muséeconsulté le 14 Mai 2025       |
|       | Paysage        | Maison au fond d'un parc                                | 1888      | huile sur toile                           | 54 × 64 cm     | Saint-Denis, Musée Léon-Dierx                   | Muséeconsulté le 29 Mai 2025       |
|       | Paysage        | Paysage de Pont-Aven                                    | 1888      | huile sur toile                           | 31,5 × 39,2 cm | Musée de Pont-Aven                              | Muséeconsulté le 1er juin 2025     |
|       | Scène de genre | Etude de Bretonnes ou La Ronde bretonne                 | 1888-1890 | huile sur toile                           | 81 × 54 cm     | Musée des Beaux-Arts de Quimper                 | Muséeconsulté le 29 Mai 2025       |
|       | Paysage        | Le Bois d'Amour                                         | 1888-1893 | aquarelle                                 | 21 × 27 cm     | Musée des Beaux-Arts de Quimper                 | Muséeconsulté le 29 Mai 2025       |
|       | Scène de genre | Baigneuses à la vache rouge                             | 1889      | huile sur toile                           | 92 × 73 cm     | Musée d'Orsay, Paris                            | Muséeconsulté le 13 Mai 2025       |
|       | Nu             | Baigneuses aux nénuphars                                | 1889      | huile sur toile                           | 92 × 73 cm     | Musée d'Orsay, Paris                            | Muséeconsulté le 29 Mai 2025       |
|       | Religieux      | Christ jaune                                            | 1889      | huile sur toile                           | 70 × 58 cm     | musée d'Art d'Indianapolis                      | Muséeconsulté le 14 Mai 2025       |
|       | Portrait       | Autoportrait au tableau « Baigneuses à la vache rouge » | 1889 vers | huile sur toile                           | 54 × 45 cm     | Paris, musée d'Orsay                            | Muséeconsulté le 14 Mai 2025       |
|       | Nature morte   | Nature morte                                            | 1889      | huile sur toile                           | 50 × 61 cm     | musée d'Arts de Nantes                          | Muséeconsulté le 14 Mai 2025       |

## Retour à Paris en 1890
| Image | Thème          | Titre                                     | Date | Technique        | Dimensions  | Lieu de Conservation                 | Référence                      |
| ----- | -------------- | ----------------------------------------- | ---- | ---------------- | ----------- | ------------------------------------ | ------------------------------ |
|       | Portrait       | Autoportrait                              | 1890 | huile sur toile  | 56 × 46 cm  | Musée des Beaux-Arts de Brest        | Muséeconsulté le 14 Mai 2025   |
|       | Nu             | Les Baigneuses                            | 1890 | huile sur toile  | 65 × 81 cm  | Musée de Pont-Aven                   | Muséeconsulté le 29 juin 2025  |
|       | Scène de genre | Le Gaulage des pommes                     | 1890 | huile sur toile  | 115 × 50 cm | musée d'Arts de Nantes               | Muséeconsulté le 14 Mai 2025   |
|       | Nu             | Nus dans un paysage                       | 1890 | huile sur toile  | 60 × 49 cm  | Musée des Beaux-Arts de Valenciennes | Musenorconsulté le 30 Mai 2025 |
|       | Portrait       | Autoportrait symbolique                   | 1891 | huile sur toile  | 81 × 60 cm  | Musée d'Orsay, Paris                 | Muséeconsulté le 13 Mai 2025   |
|       | Scène de genre | Moisson au bord de la mer                 | 1891 | huile sur toile  | 73 × 92 cm  | Musée d'Orsay, Paris                 | Muséeconsulté le 29 Mai 2025   |
|       | Scène de genre | Les Bretonnes aux ombrelles               | 1892 | huile sur toile  | 81 × 100 cm | Musée d'Orsay, Paris                 | Muséeconsulté le 13 Mai 2025   |
|       | Scène de genre | Femmes bretonnes devant un mur            | 1892 | huile sur carton | 84 × 117 cm | musée d'Art d'Indianapolis           | Muséeconsulté le 14 Mai 2025   |
|       | Scène de genre | Bretonnes avec algues                     | 1892 | huile sur carton | 81 × 65 cm  | musée d'Art d'Indianapolis           | Muséeconsulté le 14 Mai 2025   |
|       | Paysage        | Vue du Bois d'Amour Pont-Aven             | 1892 | huile sur toile  | 72 × 92 cm  | musée d'Art d'Indianapolis           | Muséeconsulté le 14 Mai 2025   |
|       | Portrait       | Portrait du peintre Eric Forbes-Robertson | 1892 | huile sur toile  | 65 × 53 cm  | Musée de Pont-Aven                   | Muséeconsulté le 1er Juin 2025 |

## Séjour en Egypte (1993-1901)
| Image | Thème          | Titre                                 | Date       | Technique         | Dimensions   | Lieu de Conservation                                     | Référence                      |
| ----- | -------------- | ------------------------------------- | ---------- | ----------------- | ------------ | -------------------------------------------------------- | ------------------------------ |
|       | Portrait       | Portrait de Verkade                   | 1893       | huile sur toile   | 50 × 30 cm   | Musée départemental Maurice-Denis, Saint-Germain-en-Laye | Muséeconsulté le 1er Juin 2025 |
|       | Portrait       | Portrait de l'artiste au turban jaune | 1894       | huile sur toile   | 61 × 51 cm   | musée des Beaux-Arts de Quimper                          | Muséeconsulté le 13 Mai 2025   |
|       | Scène de genre | Pleureuses au Caire                   | 1894       | tempera sur toile | 84 × 110 cm  | Musée du Quai Branly                                     | Muséeconsulté le 1er Juin 2025 |
|       | Portrait       | Abyssine en robe de soie              | 1895       | huile sur toile   | 61 × 51 cm   | Musée du Quai Branly - Jacques-Chirac, Paris             | Muséeconsulté le 13 Mai 2025   |
|       | Portrait       | L'Africaine                           | 1895       | huile sur toile   | 102 × 86 cm  | Essen, musée Folkwang                                    | Muséeconsulté le 13 Mai 2025   |
|       | Portrait       | Autoportrait                          | 1897       | huile sur toile   | 363 × 295 cm | Roubaix, La Piscine                                      | Muséeconsulté le 29 Mai 2025   |
|       | Portrait       | Autoportrait au vase de fleurs        | 1897       | huile sur toile   | 52 × 42 cm   | Rijksmuseum Amsterdam, Amsterdam                         | Muséeconsulté le 13 Mai 2025   |
|       | Scène de genre | Femmes au bord du Nil                 | 1900       | huile sur toile   | 200 × 300 cm | Palais des Beaux-Arts de Lille                           | Muséeconsulté le 13 Mai 2025   |
|       | Scène de genre | La Fumeuse de haschisch               | 1900       | huile sur toile   | 86 × 113 cm  | Paris, Musée d'Orsay                                     | Muséeconsulté le 13 Mai 2025   |
|       | Nu             | Femmes fellah au bain                 | 1900       | huile sur toile   | 176 × 97 cm  | Musée des Beaux-Arts de Reims                            | Muséeconsulté le 13 Mai 2025   |
|       | Paysage        | Bords du Nil à Marg, effet du soir    | 1900 après | huile sur toile   | 55 × 44 cm   | Musée d'Art et d'Histoire de Narbonne                    | Muséeconsulté le 13 Mai 2025   |
|       | Portrait       | Autoportrait                          | 1901       | huile sur toile   | 53 × 45 cm   | Palais des Beaux-Arts de Lille                           | Muséeconsulté le 14 Mai 2025   |
|       | Portrait       | Femme Fellah, Ombres et lumière       | 1901       | huile sur toile   | 95 × 74 cm   | Musée du Quai Branly                                     | Muséeconsulté le 1er Juin 2025 |

## Retour en France en 1904
| Image | Thème      | Titre                                                     | Date      | Technique                        | Dimensions     | Lieu de Conservation                     | Référence                                   |
| ----- | ---------- | --------------------------------------------------------- | --------- | -------------------------------- | -------------- | ---------------------------------------- | ------------------------------------------- |
|       | Portrait   | Autoportrait                                              | 1902      | huile sur toile                  |                | Musée des Beaux-Arts de Laval, Laval     | Muséeconsulté le 14 Mai 2025                |
|       | Nu         | La Baignade                                               | 1904      | huile sur carton                 | 69 × 53 cm     | Colmar, Musée Unterlinden                | Muséeconsulté le 14 Mai 2025                |
|       | Portrait   | Portrait d'Andrée Fort [Portrait de madame Emile Bernard] | 1905 vers | huile sur toile                  | 43 × 46 cm     | Saint-Denis, Musée Léon-Dierx            | Muséeconsulté le 29 Mai 2025                |
|       | Nu         | Femme au tambourin                                        | 1907      | huile sur toile                  | 68 × 79 cm     | Saint-Denis, Musée Léon-Dierx            | Muséeconsulté le 29 Mai 2025                |
|       | Nu         | Après le bain, les nymphes                                | 1908      | huile sur toile                  | 121 × 151 cm   | Palais des Beaux-Arts de Lille           | Musée d'Orsayconsulté le 14 Mai 2025        |
|       | Nu         | Toilette de Vénus                                         | 1911      | huile sur toile                  | 111 × 113 cm   | Musée des Beaux-Arts de Reims            | Muséeconsulté le 29 Mai 2025                |
|       | Mythologie | Hercule et Omphale                                        | 1911      | huile sur toile dessus de porte  | 110 × 111 cm   | Musée des Beaux-Arts de Reims            | Muséeconsulté le 3 Juin 2025                |
|       | Portrait   | Portrait d'Ambroise Vollard                               | 1916      | huile sur toile                  | 70 × 65 cm     | Saint-Denis, musée Léon-Dierx            | Muséeconsulté le 13 Mai 2025                |
|       | Portrait   | Portrait de femme                                         | 1919      | huile sur toile                  | 101 × 85 cm    | Philadelphia Museum of Art               | Muséeconsulté le 29 Mai 2025                |
|       | Religieux  | Le Christ en croix (ou la Vierge au pied de la croix)     | 1916      | huile sur isorel                 | 64 × 47 cm     | Musée des Beaux-Arts de Brest            | Base Jocondeconsulté le 14 Mai 2025         |
|       | Religieux  | Vie de saint Malo une des trois fresques                  | 1913      | fresque, enduit peint polychrome | 1 126 × 450 cm | Église Saint-Malo de Saint-Malo-de-Phily | Base Palissyconsulté le 30 Mai 2025         |
|       | Paysage    | Au bord de la Marne                                       | 1932 vers | huile sur panneau                | 82 × 105 cm    | Collection privée, Vente 2000            | Catalogue Christie'sconsulté le 3 Juin 2025 |

## Dates non documentées
| Image | Thème    | Titre                                | Date | Technique        | Dimensions | Lieu de Conservation  | Référence                    |
| ----- | -------- | ------------------------------------ | ---- | ---------------- | ---------- | --------------------- | ---------------------------- |
|       | Portrait | Portrait de l'écrivain Paul Léautaud |      | huile sur carton |            | Avignon, musée Calvet | Muséeconsulté le 14 Mai 2025 |